# Kreuzkirche (Lofer)

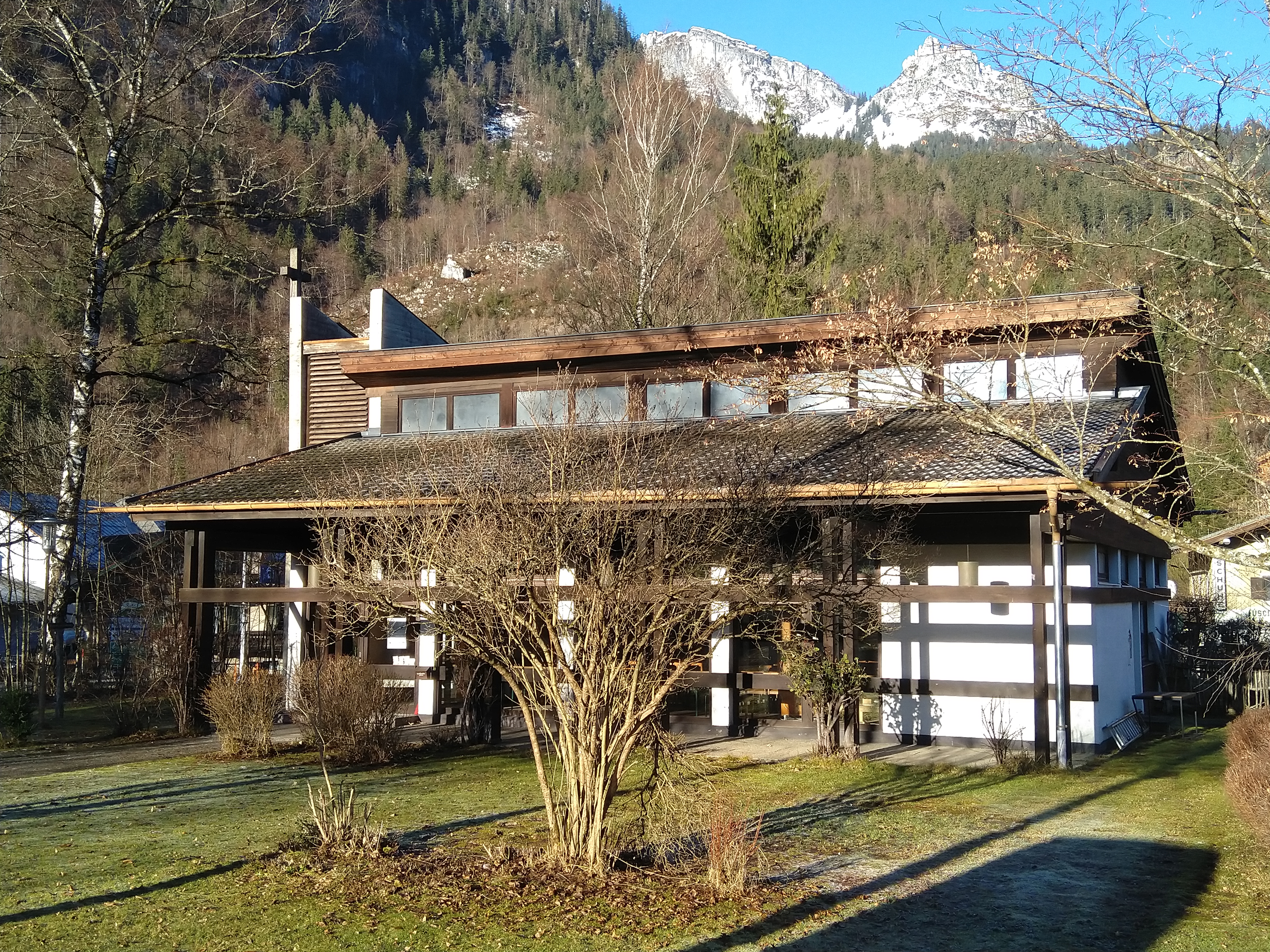
Die evangelische Kreuzkirche in Lofer

Die Kreuzkirche ist die evangelisch-lutherische Pfarrkirche von Lofer im österreichischen Bundesland Salzburg. Sie gehört der Evangelischen Superintendentur A. B. Salzburg und Tirol an.

## Geschichte
1973 wurde Lofer als Predigtstelle der Friedenskirche in Saalfelden am Steinernen Meer eingerichtet. Das nach den Plänen von Christoph Herzog und Karl Weninger errichtete Kirchenbauwerk, ein Saalbau mit breiter, durch eine Holzkonstruktion gegliederter Fensterfront, einem weiten Dachüberstand und einem Oberlichtband, erinnert, nicht zuletzt durch die Lage in einem Gartenbereich, bewusst an japanische Wohnbauten. Stirnseitig ist mit dem Bauwerk ein im gleichen Stil gehaltener Glockenträger verbunden, ihm gegenüber befindet sich die Apsis.